# Laurentius Petri
Laurentius Petri est un prêtre suédois né en 1499 à Örebro et mort le 26 octobre 1573 à Uppsala.

## Biographie
Frère d'Olaus Petri, il est le premier archevêque luthérien de Suède, de 1531 à sa mort. Il supervise, aux côtés de son frère et de Laurentius Andræ, la traduction de la Bible en suédois commandée par le roi Gustave Vasa. La Bible de Gustave Vasa paraît en 1541.
Laurentius Petri est la forme latinisée de son nom suédois Lars Persson. Il est parfois appelé Nericius, « de Néricie », pour le distinguer de son successeur, Laurentius Petri Gothus.